# Даякон
Даяко́н (рос. Даякон) — село у складі Шелопугінського району Забайкальського краю, Росія. Входить до складу Копунського сільського поселення.

## Населення
Населення — 199 осіб (2010; 205 у 2002).
Національний склад (станом на 2002 рік):
- росіяни — 100 %